# Zenkerella egregia
Zenkerella egregia là một loài rau đậu thuộc họ Fabaceae.
Loài này chỉ có ở Tanzania.